# Ana Knoroz
Ana Mihajlovna Čuprina-Knoroz (rusko Анна Михайловна Чуприна-Кнороз), ruska atletinja, * 30. julij 1970, Moskva, Sovjetska zveza.
Nastopila je na poletnih olimpijskih igrah leta 1996, ko je izpadla v prvem krogu teka na 400 m z ovirami. Na svetovnih prvenstvih je osvojila naslov prvakinje v štafeti 4x400 m leta 1991, na evropskih prvenstvih pa bronasto medaljo v teku na 400 m z ovirami leta 1994.